# Біла (Пйотрковський повіт)
Біла (пол. Biała) — село в Польщі, у гміні Сулеюв Пйотрковського повіту Лодзинського воєводства.
Населення — 435 осіб (2011).
У 1975-1998 роках село належало до Пйотрковського воєводства.

## Демографія
Демографічна структура станом на 31 березня 2011 року:
|          | Загалом | Допрацездатний вік | Працездатний вік | Постпрацездатний вік |
| -------- | ------- | ------------------ | ---------------- | -------------------- |
| Чоловіки | 214     | 38                 | 145              | 31                   |
| Жінки    | 221     | 54                 | 111              | 56                   |
| Разом    | 435     | 92                 | 256              | 87                   |